# تشاك كاسل
تشاك كاسل (بالإنجليزية: Chuck Kassel)‏ هو لاعب كرة قدم أمريكية أمريكي، ولد في 20 نوفمبر 1903 في شيكاغو في الولايات المتحدة، وتوفي في 30 نوفمبر 1977 في إلجين في الولايات المتحدة.